# Fliegende Blätter
Fliegende Blätter (en català, Fulles voladores) fou un setmanari satíric alemany, es va publicar entre els anys 1845 i el 1944.

## Història
Kaspar Braun es va associar amb un editor, Friedrich Schreiber, per fundar l'editorial Verlag Braun & Schneir de la qual sortirà un periòdic abundantment il·lustrat. Kaspar Braun és l'encarregat de les il·lustracions mentre Friedrich Schneider s'ocupa dels textos. A més de les caricatures, es publiquen poemes i narracions d'autors com Adolf Kussmaul. Un número (llarg sense esmentar data) consta de vuit pàgines i es publica setmanalment.
El tema principal de les caricatures de Fliegende Blätter és la burgesia alemanya. Els personatges Biedermann und Bummelmaier (anomenat així pel moviment Biedermeier) es van convertir en personatges populars..
Les il·lustracions a Fliegende Blätter provenen d'artistes famosos com Ferdinand Barth, Wilhelm Busch, Gustav Adolf Closs, Eugen Croissant, Josef Nikolaus Geis, Hans Kaufmann, Kaspar Kögler, Franz Kreuzer, Adolf Oberländer, Franz Graf von Pocci, Carl Reinhardt, Emil Reinicke, René Reinicke, Carl Spitzweg, Hermann Stockmann, Gustav Traub, Hermann Vogel ...
Hi ha dibuixos i il·lustracions còmiques on es representen els personatges amb filferros.
Segons un informe del Leipziger Zeitung, el Flying Leaves tenia una circulació de 15.000 exemplars el març de 1847.

## Galeria d'imatges

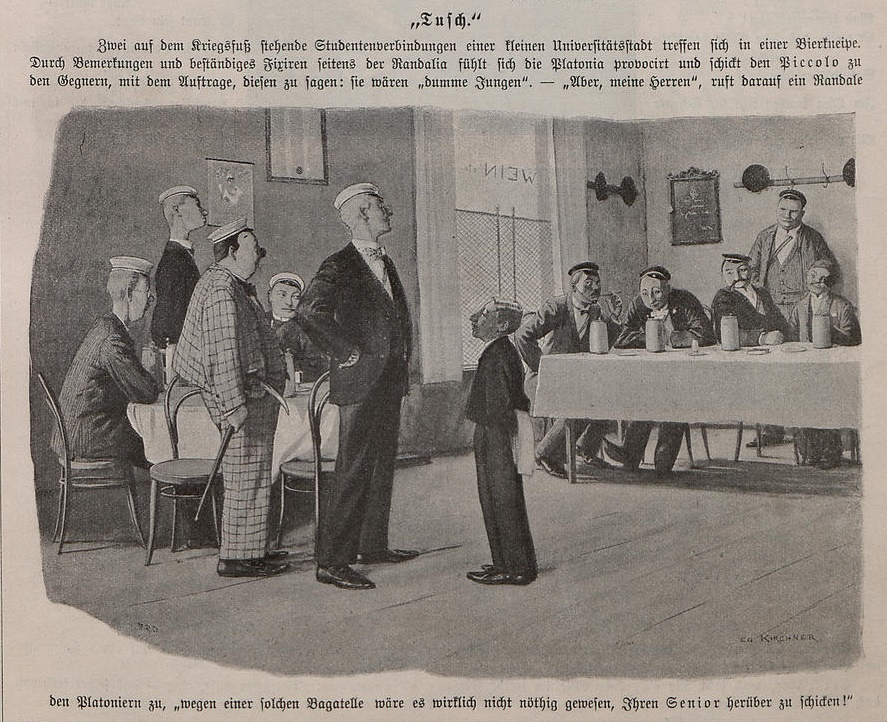
Tusch (1894)
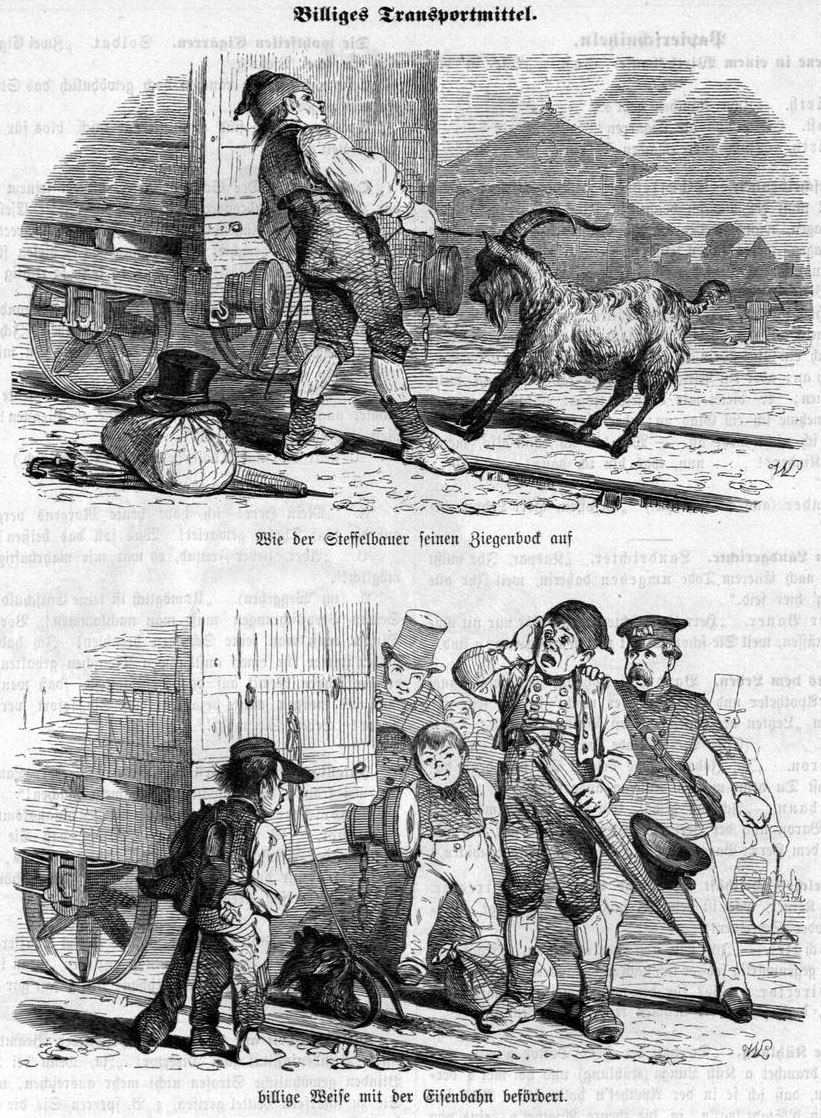
A la pista de gel de Suècia a Fliegenden Blättern 1853
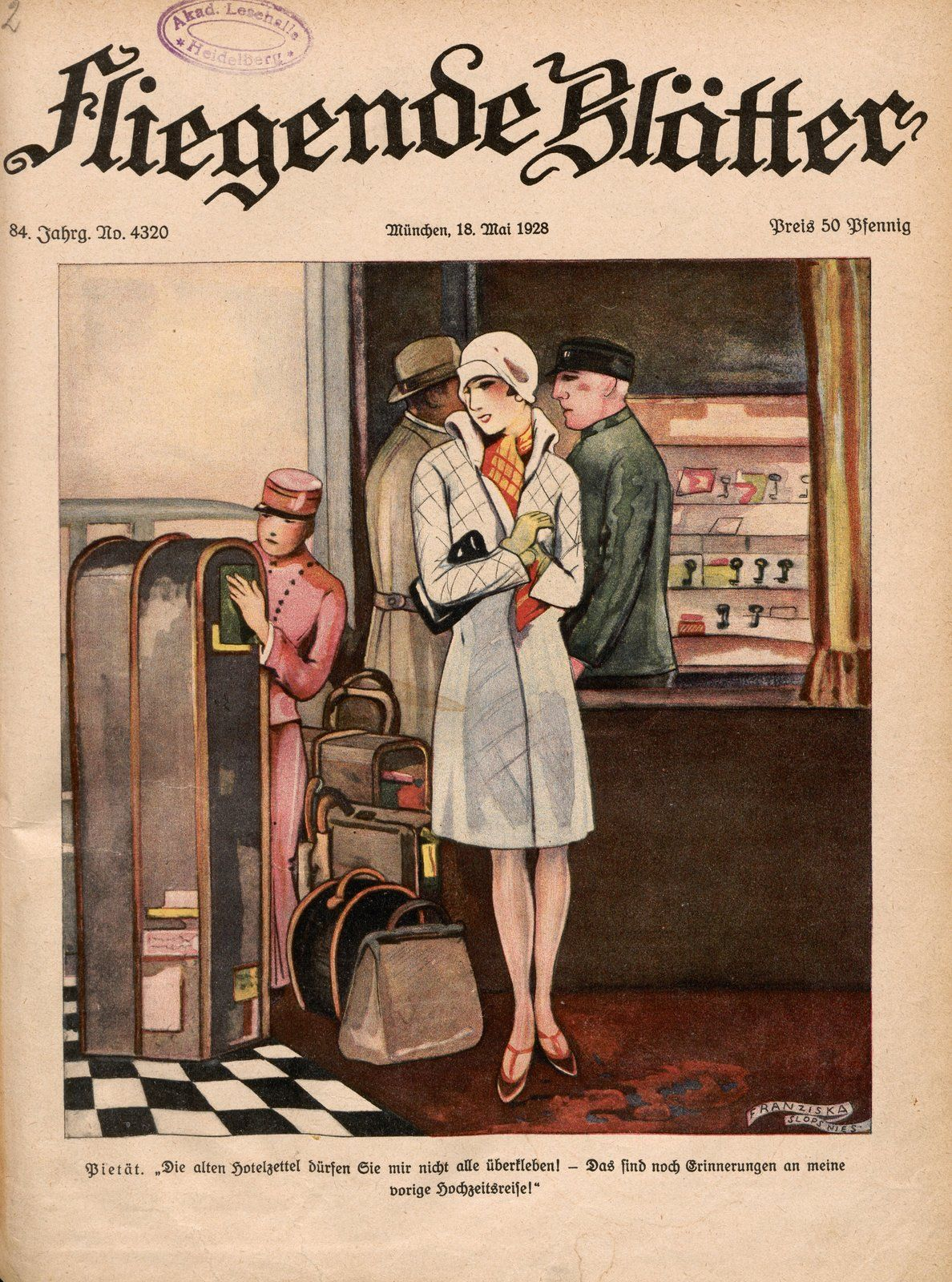
Pàgina de títol de Fliegenden Blätter del 18 de maig de 1928 amb una il·lustració de Franziska Schlopsnies.
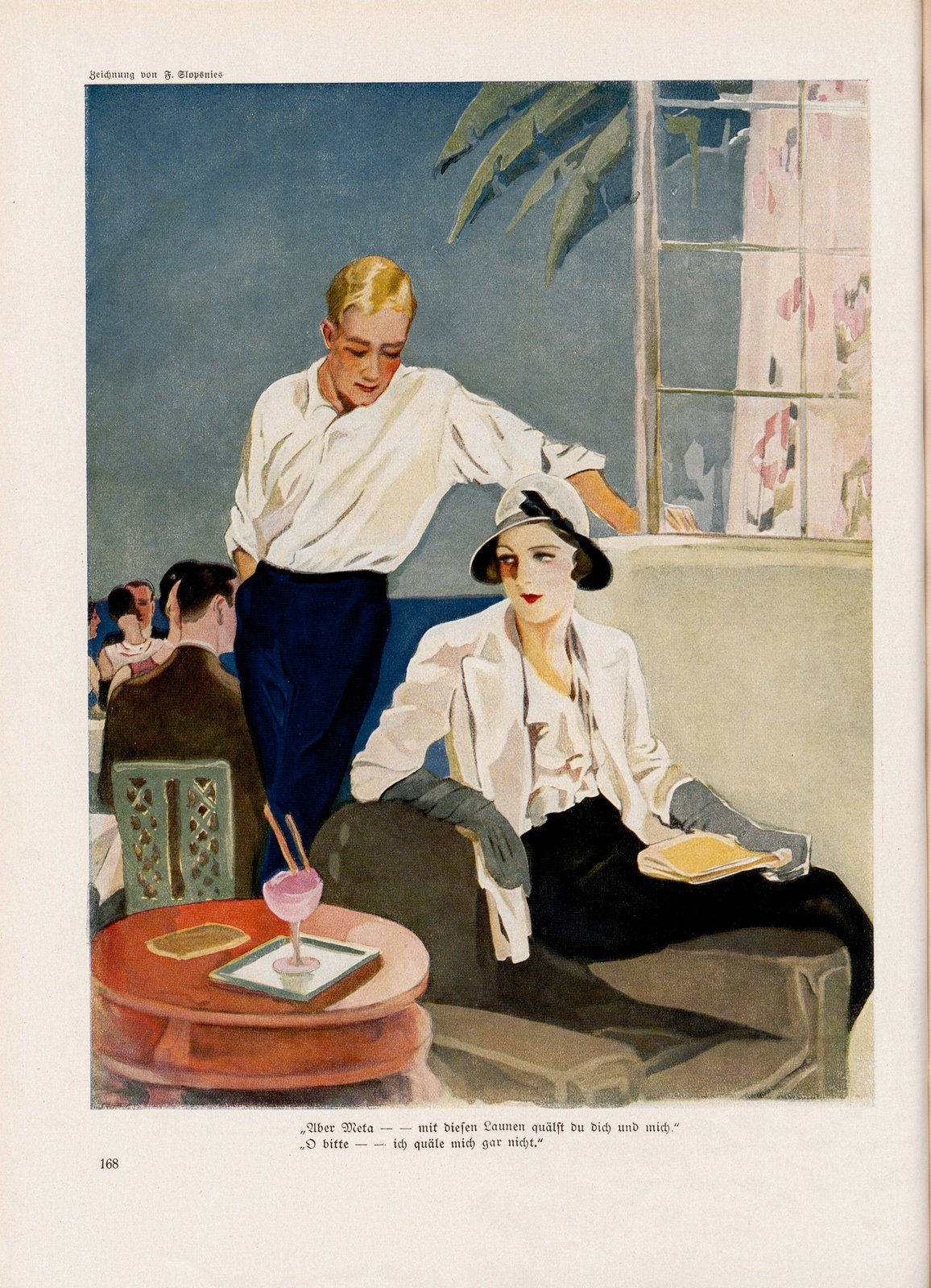
"Però Meta, amb els seus estats d'ànim, et tortures a tu i a mi", numero. 4493, (1931)